# Мубараков, Рифгат Гусманович
Мубараков Рифгат Гусманович (15 февраля 1951, д. Юлсубино Рыбно-Слободский район, Татарская АССР) — директор по производству АО «Саянскхимпласт», кандидат технических наук (1998), заслуженный инженер России (2005), заслуженный химик Российской Федерации (2006). Депутат Думы города Саянска III—VI созывов. Почётный гражданин города Саянска (2011).

## Биография
Родился 15 февраля 1951 году в деревне Юлсубино Рыбно-Слободского района Татарской АССР.
После окончания средней школы в 1968 году поступил в профессиональное училище г. Казани. Окончил его с отличием, получил квалификацию аппаратчика химического производства 5-го разряда. Поступил в Казанский химико-технологический институт имени Кирова. Окончил его в 1975 году, получил специальность инженера-технолога.
Производственную деятельность начал на Усолье-Сибирском производственном объединении «Химпром» по направлению от института, как молодой специалист.
На Усольском «Химпроме» был принят аппаратчиком отделения синтеза 6-го разряда в цех по производству винилхлорида. Затем стал мастером смены, начальником смены и, после объединения цехов по производству поливинилхлорида эмульсионным методом, назначен технологом объединенного цеха. Проработал в этой должности до 1986 года.
Ударник XI пятилетки СССР (1985).
В 1986 году был направлен на Зиминский химический завод заместителем начальника производства винилхлорида.
В 1986—1997 — главный технолог по производству хлорорганических продуктов ОАО «Саянскхимпром».
В 1988 году назначен главным инженером завода «Полимер».
В 1997 — заместитель главного инженера по качеству ОАО «Саянскхимпром».
С 1997 — главный инженер ОАО «Саянскхимпром» (затем — ОАО «Саянскхимпласт», АО «Саянскхимпласт»).
В 1998 году защитил диссертацию кандидата технических наук. Тема диссертации «Гидравлика и массообмен в барботажном реакторе хлорирования этилена». Всего имеет 9 патентов СССР и Российской Федерации на изобретения. Все изобретения представляют собой реальные производственные процессы, освоенные и внедренные специалистами предприятии АО «Саянскхимпласт» совместно с учёными Иркутского НИИ химического машиностроения.
В 2000, в 2004, в 2008 и в 2012 годах избирался жителями Саянска в Городскую Думу. Был координатором (председателем) Городской Думы, председателем комиссии по бюджету и экономическим вопросам.
В период работы Мубаракова Р. Г. в качестве главного инженера АО «Саянскхимпласт» на предприятии в условиях действующего производства были реализованы масштабные проекты: конверсия хлорного производства, строительство новой системы сушки суспензии ПВХ, освоение новых видов продукции из поливинилхлорида, ввод в эксплуатацию реконструированного солерудника, работающего по уникальной запатентованной технологии, и парогенераторной установки на водороде. Завод в 2006 г. первым в России внедрил мембранный метод получения хлора, что позволило принципиально решить вопрос экологической безопасности производства. Была проведена реконструкция производства полимера, что позволило значительно увеличить производительность труда, уменьшить себестоимость продукции и обеспечить промышленную безопасность предприятия. В целом к 2017 г. на предприятии были модернизированы основные узлы и агрегаты, полностью компьютеризирована вся система управления предприятием, внедрены новые современные технологии. Это позволило АО «Саянскхимпласт» выйти на мощность выпуска до 350 тысяч тонн ПВХ, 216 тысяч тонн каустической соды и 183,6 тысяч тонн хлора в год для обеспечения собственного производства. Компания реализует план по созданию собственной базы углеводородного сырья для достаточного обеспечения увеличенных мощностей.
В 2000 году награжден губернатором Иркутской области дипломом лауреата по науке и технике. Ветеран труда Иркутской области (1997), «Почетный химик РФ» (2002), «Заслуженный инженер Российской Федерации» (2005), «Заслуженный химик Российской Федерации» (2006).
22 ноября 2005 года решением Оргкомитета Всероссийской Конференции «Новая государственная экологическая политика в реальном секторе экономики» награжден почетной медалью «За достижения по охране окружающей среды».
За многочисленные достижения в области инженерной мысли Р. Г. Мубараков дважды избирался делегатом общероссийского съезда инженеров, вошел в состав Высшего инженерного состава России (2010) и является действительным членом Российской инженерной академии.
Решением Думы городского округа муниципального образования «город Саянск» 5-го созыва от 10 февраля 2011 года Р. Г. Мубаракову присвоено звание «Почетный гражданин города Саянска» за значительный вклад в развитие города Саянска и многолетний труд на благо его жителей.

## Звания и награды
- Почетный химик РФ (2002)
- Заслуженный инженер Российской Федерации (2005)
- Заслуженный химик Российской Федерации (2006)
- Почетный гражданин города Саянска (2011)